# Список ботаников-систематиков/U

Список начинающихся на букву U обозначений имён ботаников, которые используются при цитировании научных (латинских) биноминальных названий растений.
Международный кодекс ботанической номенклатуры (МКБН) рекомендует в публикациях на ботанические темы, особенно если они касаются таксономии и номенклатуры, указывать авторов названий таксонов. Указание авторов названий таксонов следует выполнять в соответствии с правилами и советами, приведёнными в МКБН. В частности, в МКБН дана рекомендация использовать при цитировании авторов таксонов опубликованную в 1992 году книгу Браммита и Пауэлл Authors of plant names с уточнениями и дополнениями, соответствующими сведениям из баз данных International Plant Names Index и Index Fungorum.
Список обозначений содержит:
- стандартную форму обозначения,
- имя на русском языке (если известно),
- имя на родном языке персоны (или на английском),
- год рождения или годы жизни; в некоторых случаях дан год первой публикации (пометка fl.), в которой использовано данное обозначение.

## Список
- U.Hamann — Ulrich  Hamann, 1931—
- Ucria — Укрия, Бернардино да (итал. Bernardino da Ucria, 1739—1796)
- Udachin — R.A. Udachin, fl. 1972
- Uechtr. — wikispecies:Maximilian Friedrich Sigismund von Uechtritz, 1785—1851[1]
- Uglitzk. — wikispecies:Alexander N. Uglitzkich, 1876—
- Ulbr. — Ульбрих, Оскар Эберхард (нем. Oskar Eberhard Ulbrich, 1879—1952)
- Underw. — Андервуд, Люсьен Маркус (англ. Lucien Marcus Underwood, 1853—1907)
- Ung.-Sternb. — фр. Franz Ungern-Sternberg, 1808—1885
- Upson — T.M. Upson, fl. 1996
- Urb. — Урбан, Игнац (нем. Ignaz Urban, 1848—1931)
- Urbatsch — wikispecies:Lowell Edward Urbatsch, 1942—
- Urum. — Ivan Kiroff Urumoff, 1856—1937
- Urussov — V. M. Urussov, 1943—
- Uyeki — Homiki Uyeki, 1882—

### Комментарии
1. ↑  Ранее сокращение Uechtr. использовалось для обозначения другого учёного — Rudolf Friedrich von Uechtritz, 1838—1886